# Emberszerűek
Az emberszerűek vagy emberszabásúak (Hominoidea) a főemlősök (Primates) rendjének egy öregcsaládja. Az ide tartozó fajokat emberszabású majmok névvel is illetik.

## Földrajzi elterjedésük
A csimpánzok és a gorillák a trópusi Afrika erdeiben, az orangutánok és a gibbonok pedig Délkelet-Ázsia trópusi őserdeiben élnek (az orangutánok csak Borneó és Szumátra szigetén). Az emberszabású majmok összes nem emberi faja veszélyeztetett, vadászatuk vagy élőhelyük pusztítása miatt.

## Jellegzetességeik
Az emberszabású majmok összes nem emberi faja meleg égövi erdőkben él, (a gorillák kivételével) sokat tartózkodnak fákon. Testalkatuk ennek megfelelően a következő jellegzetességekkel rendelkezik:
- nincs farkuk;
- törzsük rövid és lefelé szélesedik;
- felső végtagjuk hosszabb, mint az alsó;
- tudnak két lábon járni, de általában négy lábon közlekednek, vagy a fákon függeszkedve (gibbonok).

Erős nemi dimorfizmus jellemzi őket, vagyis a hímek általában jóval (az orangutánok és gorillák esetében kétszer) nagyobbak a nőstényeknél. Agytérfogatuk 360–400 cm³ között változik (a nőstényeké kisebb, mint a hímeké – a gorilláké mintegy 100 cm³-rel nagyobb), ami valamivel kisebb, mint az egykor élt Australopithecus-fajoké. A nőstények kb. 8 hónap vemhesség után szülnek meg egy, ritkábban két utódot.

## Viselkedésük
Életük, mindennapjaik tanulmányozása rendkívüli mértékben hozzájárult legközelebbi rokonaink, sőt magának az emberré válás folyamatának jobb megértéséhez. A csimpánzokat Jane Goodall, a gorillákat Dian Fossey, az orangutánokat pedig Biruté Galdikas tanulmányozta. Munkájuk során megismerhettük társas életüket, amely érdekes módon nagyon különbözik egymástól:
- az orangutánok magányos lények (mind a hímek, mind a nőstények külön élnek, utóbbiak a kölykeikkel);
- a csimpánzok laza, rokon hímek vezette csoportokban élnek;
- a bonobók nagyszámú csoportjait a domináns nőstények vezetik;
- a gorillák domináns („ezüsthátú”) hímek vezette csoportokban élnek, amelyek nőstényekből és azok kölykeiből állnak (hárem).

Az emberszabású majmok – az embertől és a gorilláktól eltekintve – nagyrészt gyümölcsökkel táplálkoznak, de a csimpánzok, ha szerét ejthetik, csoportosan vadásznak kisebb állatokra is. Nagy újdonságnak számított a tudományos világban a csimpánzok más csoportbeliek elleni szervezett agressziója, amelynek során többen halálosan megsebesítenek egy másik csoportba tartozó fajtársat.
Emberszerűségük miatt sok tudós, sok művész (sok mecénás) és úgy általában sok ember érdeklődését felkeltették már, ez így van napjainkban is. Sok valós vagy kitalált emberszabású tett szert komoly hírnévre.

## Rendszertan
Az emberszabású majmokat az alábbiak szerint osztályozzuk:
- Gibbonfélék (Hylobatidae) családja
- Emberfélék (Hominidae) családja
  - †Dryopithecinae alcsalád
  - Ponginae alcsalád
    - Orangután (Pongo) nem
      - Borneói orangután (Pongo pygmaeus)
      - Szumátrai orangután (Pongo abelii)
      - Tapanuli orangután (Pongo tapanuliensis)
      - Gigantopithecus†

  - Homininae alcsalád
    - Gorilla (Gorilla) nem
      - Nyugati gorilla (Gorilla gorilla)
        - Nyugati síkvidéki gorilla (Gorilla gorilla gorilla)
        - Cross folyói gorilla (Gorilla gorilla diehli) (angolul: Cross River Gorilla)

      - Keleti gorilla (Gorilla beringei)
        - Hegyi gorilla (Gorilla beringei beringei)
        - Keleti síkvidéki gorilla (Gorilla beringei graueri)

    - Csimpánz (Pan) nem
      - Közönséges csimpánz (Pan troglodytes)
      - Bonobó (Pan paniscus)

    - Homo nem
      - Ember (Homo sapiens)
      - Neandervölgyi ember †
      - Paranthropus †
      - Homo luzonensis[1] †
      - Homo denisovensis† (Gyenyiszovai ember)
      - Homo erectus †
      -  Homo floresiensis † (Floresi ember)

## Kialakulásuk
Az emberszabású majmok feltételezett őseinek, a Propliopithecidae családnak a tagjait az egyiptomi El Fayum mélyföld 30-35 millió éves oligocén rétegeiben találták meg (Aegyptopithecus, Propliopithecus). Az Aegyptopithecus fákon élő állat volt, testtömege 7 kg, agytérfogata 30 cm³ körül lehetett.
A korai miocénre (18-20 millió évvel ezelőtt) az éghajlat szárazabbá válása miatt az emberszerűeknek (Hominoidea) számos neme alakult ki Afrikában: Proconsul, Morotopithecus, Rangwapithecus, Nyanzapithecus, Afropithecus, Turkanopithecus. A Proconsul africanus tömege mintegy 11 kg, agytérfogata pedig 167 cm³ lehetett.
A középső miocénben (kb. 15 millió évvel ezelőtt) Afrika és Eurázsia között szárazföldi kapcsolat jött létre, így a korai emberszabású majmok a mai Arábián keresztül eljutottak Ázsiába és Európába. Az első európai emberszabású majmok a Griphopithecus-ok voltak; de valamivel később (10-15 millió évvel ezelőtt) már megjelentek a hominidák első képviselői, a Dryopithecus-ok is. Utóbbi nembe tartoznak a híres rudabányai leletek is (Dryopithecus brancoi). Ezen fajok példányai már közel csimpánzméretűek voltak. Csontozatuk arra utal, hogy elsősorban a fákon függeszkedve töltötték az idejüket.
Az emberszabású majmok első ázsiai leleteit Indiában, Pakisztánban (Sivapithecus, Giganthopithecus), Kínában (Lufengpithecus, Giganthopithecus) és Törökországban (Sivapithecus) találták meg. Koruk mintegy 12 millió év. Feltehetően a Sivapithecus lehetett a mai orangutánok őse.
Afrikában az emberfélék és az emberszabású majmok fejlődési vonala a miocén során válhatott el egymástól, mintegy 6-8 millió évvel ezelőtt. Ennek oka feltehetően az volt, hogy mintegy 12 millió ezelőtt alakult ki a Kelet-Afrikában az észak-déli irányban végighúzódó árokrendszer, a Nagy-hasadékvölgy (Great Rift Valley), amely elzárta Kelet-Afrikát a nedves légtömegek elől, így ott a korábbi összefüggő erdőségek széttöredeztek: erdőfoltokból, ligetes és cserjés területekből álló területek alakultak ki. Addig Afrikát kelettől nyugatig összefüggő erdőségek borították. A hasadékvölgy kialakulása kettős következménnyel járt: egyrészt állatpopulációkat választott ketté; másrészt pedig változatosabb ökológiai viszonyokat hozott létre (hűvösebb, erdős fennsíkok ill. forró, száraz alföldek), amelyek köztudottan az evolúció gyorsítói.
Yves Coppens francia antropológus szerint a Nagy Hasadékvölgy szerepet játszott az emberfélék és az emberszabású majmok további fejlődésében: a nyugati (csapadékosabb, erdei környezetben élő) populációk leszármazottai a mai emberszabású majmok; míg a keleti (szárazabb, nyíltabb területeken elő) populációkból fejlődött ki a mai ember leszármazási vonala. Az események ezen feltételezett láncolatát nevezte Coppens „East Side Story”-nak. Az elképzeléssel összhangban vannak a tények is: mivel korai emberfélék maradványait eddig csak Kelet-Afrikában találták meg, és az elválás hozzávetőleges idejét molekuláris biológiai vizsgálatok is megerősítik.

## Az ember és más emberszabású majmok közötti becsült evolúciós távolság

Az emberszabású majmok egy kb. 18 millió évvel ezelőtt élt közös ős leszármazottai.

A molekuláris biológiai vizsgálatok azon túl, hogy megerősítették a főemlősök korábban megállapított rokonsági fokait, lehetővé tették annak megbecslését, hogy az egyes fajok közös ősei mikor élhettek. Ennek alapja az ún. „molekuláris óra”. Az elgondolást E. Zuckerkandl és L. Pauling írta le 1962-ben. Alapja az a feltételezés, hogy a fehérjék változása az evolúció során az időben közel egyenletes. Ha tehát ismerjük két faj valamely fehérjemolekulái között különbséget és a változás mértékét, akkor ezekből meghatározható az elválás hozzávetőleges időpontja. A pontosabb eredmények miatt több fehérjét és a DNS-t is szokták vizsgálni.
A legújabb eredmények alapján:
- az orangután ősei kb. 18 millió évvel válhattak el a hominidáktól;[2]
- a gorillák ősei kb. 7 millió évvel ezelőtt;
- a csimpánzok ősei kb. 5 millió évvel ezelőtt;
- a csimpánzok és a bonobók ősei mintegy 1-2 millió évvel ezelőtt élhettek.